# Thicourt
Thicourt là một xã trong vùng Grand Est, thuộc tỉnh Moselle, quận Boulay-Moselle, tổng Faulquemont, Pháp. Tọa độ địa lý của xã là 48° 59' vĩ độ bắc, 06° 33' kinh độ đông. Thicourt có điểm thấp nhất là 234 mét và điểm cao nhất là 336 mét. Xã có diện tích 5,5 km², dân số vào thời điểm 2005 là 152 người; mật độ dân số là 28 người/km².

## Thông tin nhân khẩu
| 1962 | 1968 | 1975 | 1982 | 1990 | 1999 |
| ---- | ---- | ---- | ---- | ---- | ---- |
| 159  | 170  | 153  | 154  | 152  | 146  |